# Ion Voinescu
Ion Voinescu (* 18. April 1929 in Valea Dragului, Kreis Giurgiu; † 9.  März 2018) war ein rumänischer Fußballspieler auf der Position des Torwarts und -trainer. Er kam auf 185 Einsätze in der höchsten rumänischen Spielklasse, der Divizia A, und nahm an den Olympischen Spielen 1952 teil.

## = Verein
Voinescu begann mit dem Fußballspielen bei Olympia Bukarest und war bei verschiedenen Vereinen aktiv, ehe er im Jahr 1947 zu RATA Târgu Mureș wechselte, das seinerzeit in der höchsten rumänischen Liga, der Divizia A, spielte. Am 7. März 1948 kam er dort zu seinem ersten Einsatz. Zu Beginn der Saison 1948/49 wechselte er zum Ligakonkurrenten Metalul Bukarest und wurde dort zum Stammspieler, konnte den Abstieg aber nicht verhindern.
Während der folgenden Saison ergab sich für Voinescu die Möglichkeit, zu CCA Bukarest (später Steaua Bukarest) und damit zu einem rumänischen Spitzenverein zu wechseln. Er blieb dem Verein bis zum Ende seiner Karriere im Jahr 1963 treu. Während dieser 13 Jahre konnte Voinescu zwar sechs Meistertitel und fünf Pokalsiege erringen, war aber nur selten Stammspieler und kämpfte ständig mit seinem Konkurrenten Constantin Toma um den Platz im Tor. Lediglich zu Beginn und zum Ende seiner Zeit bei CCA bzw. Steaua kam er regelmäßig zum Einsatz.

### Nationalmannschaft

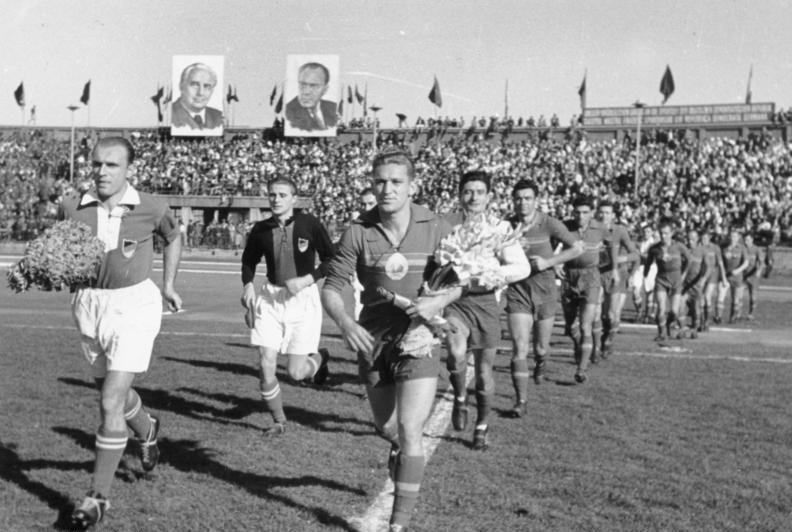
Voinescu (Mitte, 2. von vorne) vor einem Länderspiel gegen die DDR (1952)

Obwohl nicht immer Stammtorhüter im Verein, kam Voinescu zwischen 1949 und 1962 zu 22 Spielen für die rumänische Fußballnationalmannschaft. Sein Debüt hatte er am 23. Oktober 1949 gegen Albanien. Im Jahr 1952 stand Voinescu im Kader für die Olympischen Spiele in Helsinki und kam im Spiel gegen den späteren Olympiasieger Ungarn zum Einsatz.

## Karriere als Trainer
Nach dem Ende seiner aktiven Laufbahn arbeitete Voinescu in verschiedenen Funktionen bei Steaua Bukarest, vor allem als Trainer im Kinder- und Jugendbereich. Als Torwarttrainer bildete er unter anderem Helmuth Duckadam, Vasile Iordache, Dumitru Stângaciu und Dumitru Moraru aus. Später trainierte er AS Armata Târgu Mureș und Sfântu Gheorghe. Ende der 1980er-Jahre zog er sich aus dem Fußballgeschäft zurück.

## Erfolge

### Als Spieler
- Teilnehmer an Olympischen Spielen: 1952
- Rumänischer Meister: 1951, 1952, 1953, 1956, 1960, 1961
- Rumänischer Pokalsieger: 1950, 1951, 1952, 1955, 1962

## Sonstiges
Voinescu lebte in Bukarest im gleichen Wohnblock wie sein Freund und früherer Teamkollege Vasile Zavoda. Am 9. März 2018 verstarb er im Alter von 88 Jahren.